# Céramique d'Iznik
L'appellation céramique d'Iznik désigne les productions réalisées à partir du milieu du XVe siècle dans la ville d'İznik (anciennement Nicée) en Turquie.

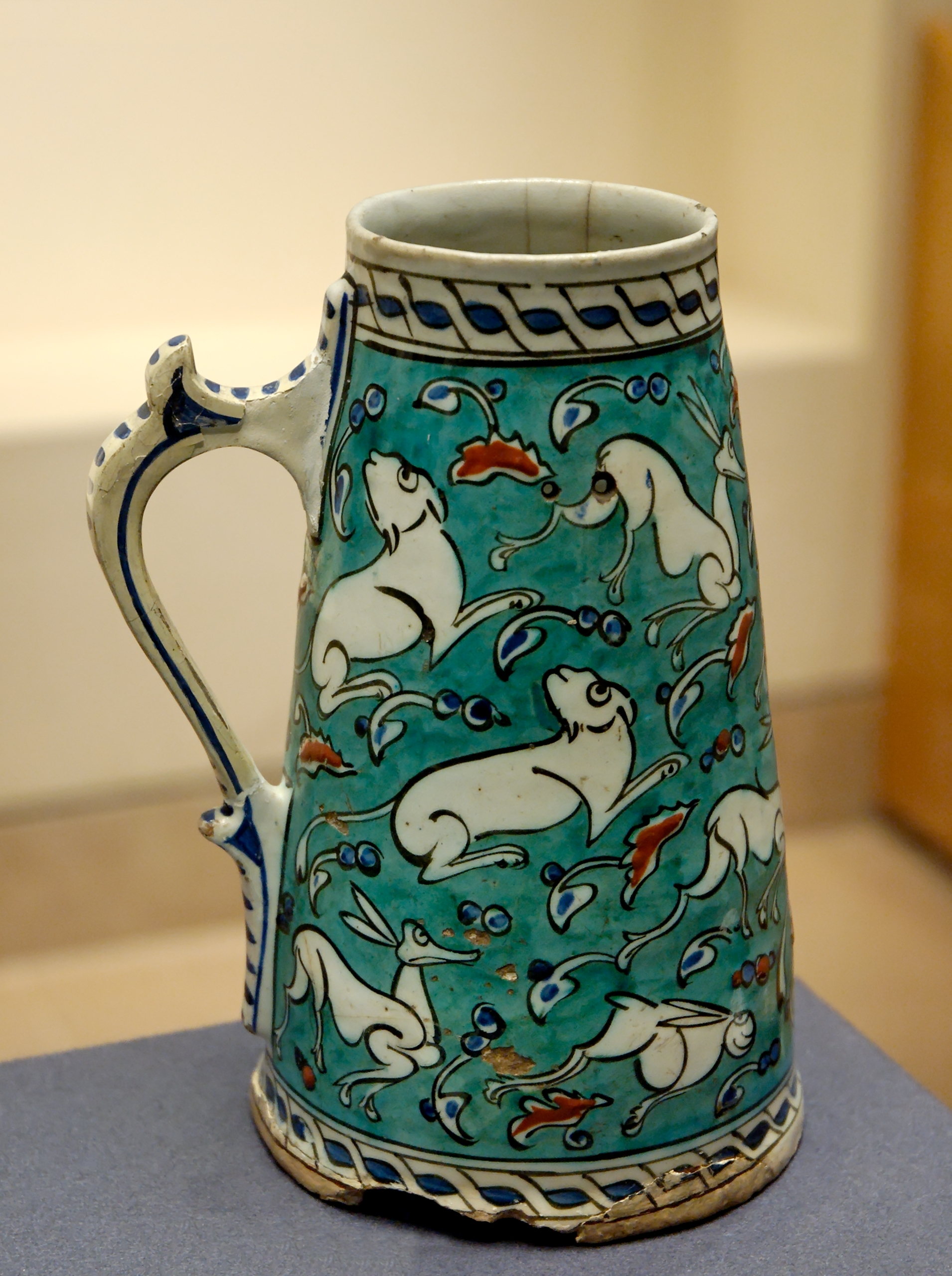
Chope aux animaux, Musée des Arts Décoratifs, Paris.

Ce n'est qu'à partir des années 1950 que les historiens de l'art ont attribué les nombreuses pièces céramiques, conservées dans les collections publiques et privées, à la production d'Iznik. Jusqu'alors prévalaient d'autres dénominations pour caractériser cette production : « céramiques ottomanes », « céramiques de Rhodes » ou « faïences de Lindos ».

## Historique

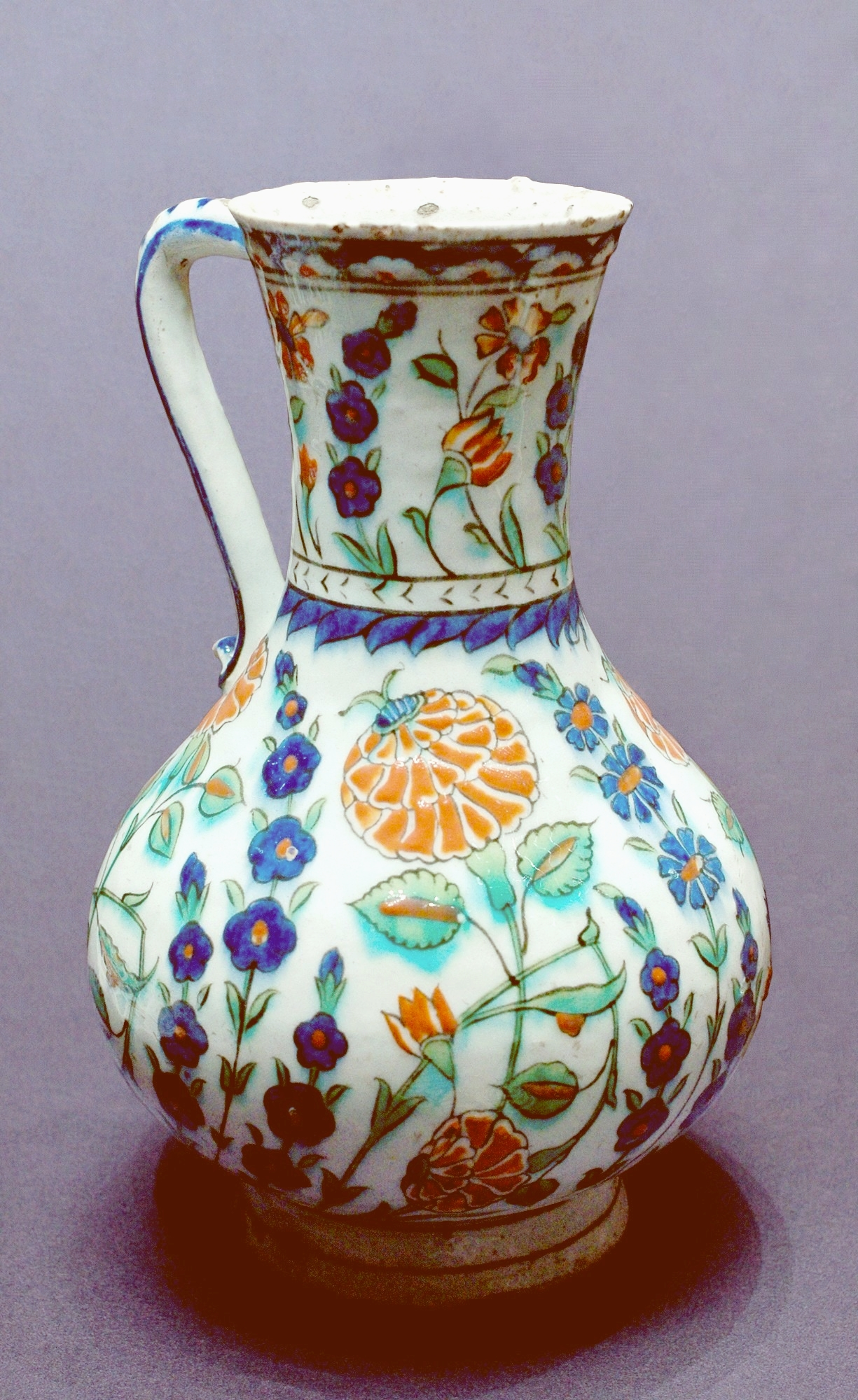
Pichet d'Iznik, céramique siliceuse à décor peint sur engobe et sous glaçure transparente, v. 1560–1570, musée du Louvre.

La prise de Byzance par Mehmed II en 1453 va entraîner un renouveau de la capitale impériale. L'embellissement voulu par le sultan, décidé à en faire la capitale de son empire, génère une demande accrue de pièces de décor et d'objets d'art. Désignée en turc ottoman par le terme çini et destinée initialement à satisfaire la demande de la cour ottomane de Constantinople, la céramique d'Iznik va rapidement s'exporter vers l'occident, essentiellement en Italie, bénéficiant des liens commerciaux avec les marchands vénitiens et génois et de la demande accrue des républiques de la péninsule.
Par décret du Sultan, en 1585, Iznik aura l'obligation de consacrer toute sa production de faïences au Palais : ce sera l'une des raisons du déclin de cet art. La dernière grande commande impériale se fera pour la Mosquée bleue (1609-1617) : plus de 20 000 carreaux de revêtement. En 1648, il ne reste plus que 9 ateliers alors qu'on en dénombrait 300 au début du siècle.
À partir du début du XVIIe siècle, la céramique d'Iznik va connaître un lent déclin de son inventivité et de sa qualité de fabrication. En 1719, les derniers fours d'Iznik seront définitivement abandonnés. Les productions de la ville de Kütahya vont alors prendre le relais tout au long du XVIIIe siècle.
Avec la guerre d'indépendance et les pogroms nationalistes du XXe siècle, la grande majorité des maîtres potiers restants, qui étaient soit arméniens soit grecs, fuient la région et une grande partie du savoir-faire disparait. Dans les années 1950, on trouve ainsi de la céramique d'Iznik rouge de très faible qualité. Cette production est plus proche de la poterie, mais reprend les motifs sur des émaux crème et ocre. Depuis les années 1980 et avec le retour de la notoriété d'Iznik en Turquie, beaucoup de faïences originaires de Kütaya sont seulement peintes et signées à Iznik.
Néanmoins certains céramistes turcs ont travaillé afin de retrouver ce savoir-faire. Parmi eux ressortent les noms de Faik Kirimli (1935-), Faruk Şahin (1950-), Ismail Yiğit (1963-), dont certaines pièces sont au Victoria & Albert Museum de Londres.
Les fouilles des fourneaux d'Iznik n'ont commencé qu'à partir de 1967 sous la direction du Prof. Dr Oktay Aslanapa, président du département d'Archéologie et d'Histoire d'art à l'université d'Istanbul. Il a ainsi été établi que les revêtements des constructions ottomanes du ⅹⅴɪᵉ et du XVIIe siècles provenaient bien des fours d'Iznik.
Les travaux se sont poursuivis depuis 1994, sous la direction du Prof. Dr Ara Altun, enseignant dans le même département, avec la participation de ses étudiants et de nombreux scientifiques.

## Particularités de la céramique d'Iznik
Les techniques utilisées pour la céramique d'Iznik vont permettre aux potiers d'augmenter notablement la productivité et la rentabilité de leur production. Celle-ci comporte plusieurs particularités :
- la pâte est siliceuse (jusqu'à 80 % de quartz), mais de la fritte riche en plomb y est ajoutée sous forme de verre broyé afin d'abaisser la température de cuisson et d'économiser ainsi du matériau de combustion. La présence de fritte est essentielle, car elle fond lors de la cuisson et crée un tissu vitreux liant les particules de quartz entre elles ;
- comme toute pâte siliceuse, sa faible teneur en argile la rend peu plastique et difficile à tourner ; on devait donc utiliser une matrice placée sur le tour et un moule extérieur pour obtenir certaines formes comme les plats à marli éversé ou les grandes vasques[4] ;
- les céramiques sont recouvertes avec un engobe de même composition que la pâte : il s'agit donc du premier engobe siliceux. Le décor est ensuite peint sous glaçure incolore, à main levée ou à l'aide de poncifs. L'engobe blanc, particulièrement lumineux, donne à cette faïence siliceuse un aspect de porcelaine, même si elle n'en a ni la dureté, ni la sonorité. La glaçure, très pure et transparente, pourrait s’expliquer par une étape de purification des cendres, technique utilisée à Venise pour produire le verre cristallo à partir du milieu du XVe siècle et qui a pu être connue des potiers d’Iznik[4] ;
- la pièce subit une seule cuisson, sans cuisson de dégourdi, à une température d'environ 900 °C. Les fours sont en briques, semi enterrés pour limiter les déperditions. La cuisson dure une vingtaine d'heures et le refroidissement une semaine, afin d'éviter un retrait de l'émail amenant l'apparition de craquelures.

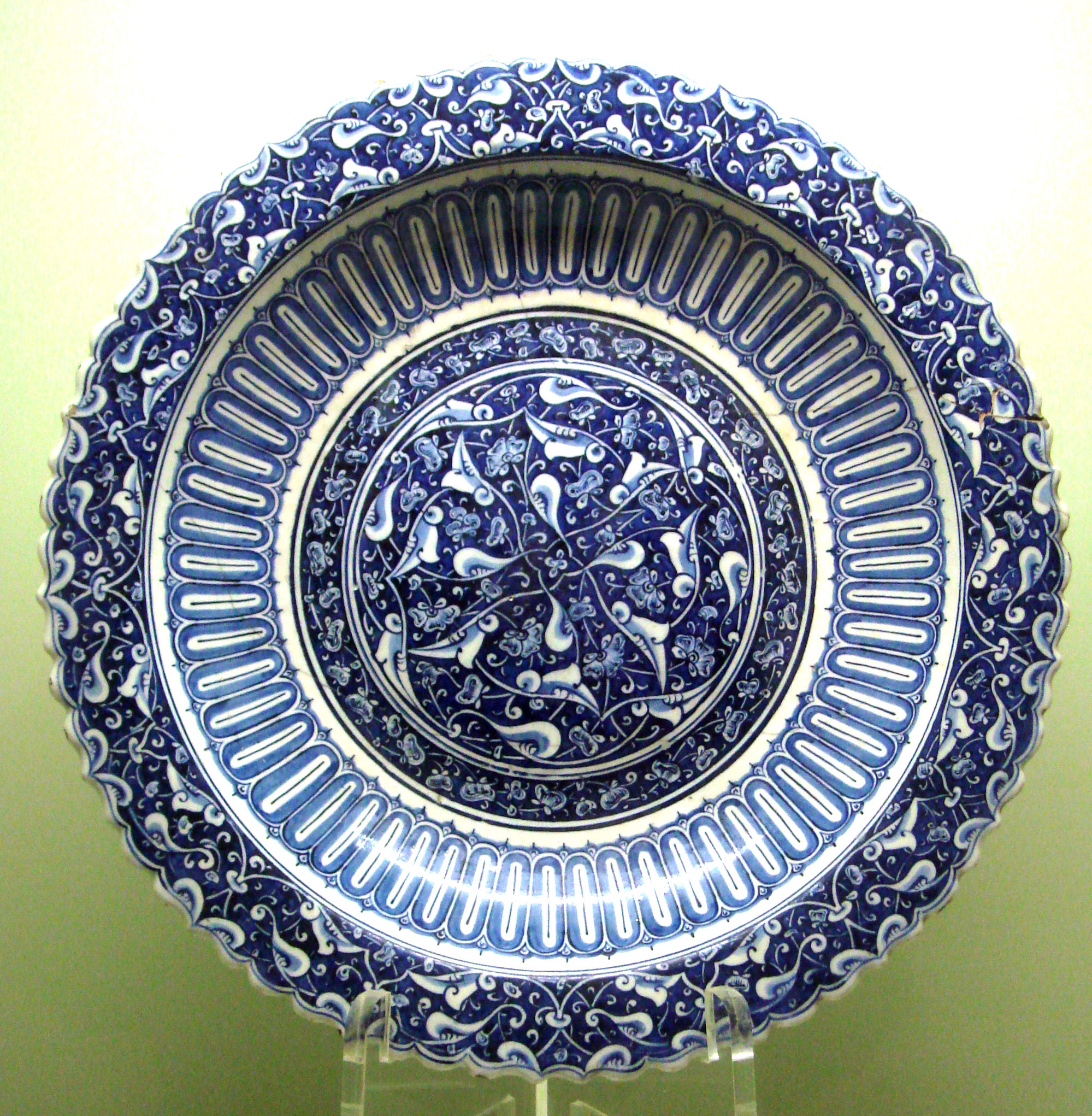
Plat à décor en réserve sur un fond bleu de cobalt, vers 1480. Il s’inspire de porcelaines bleues et blanches de l’époque Yuan (1271-1368) - Istanbul Archeological Museum (Çinili Köşk).
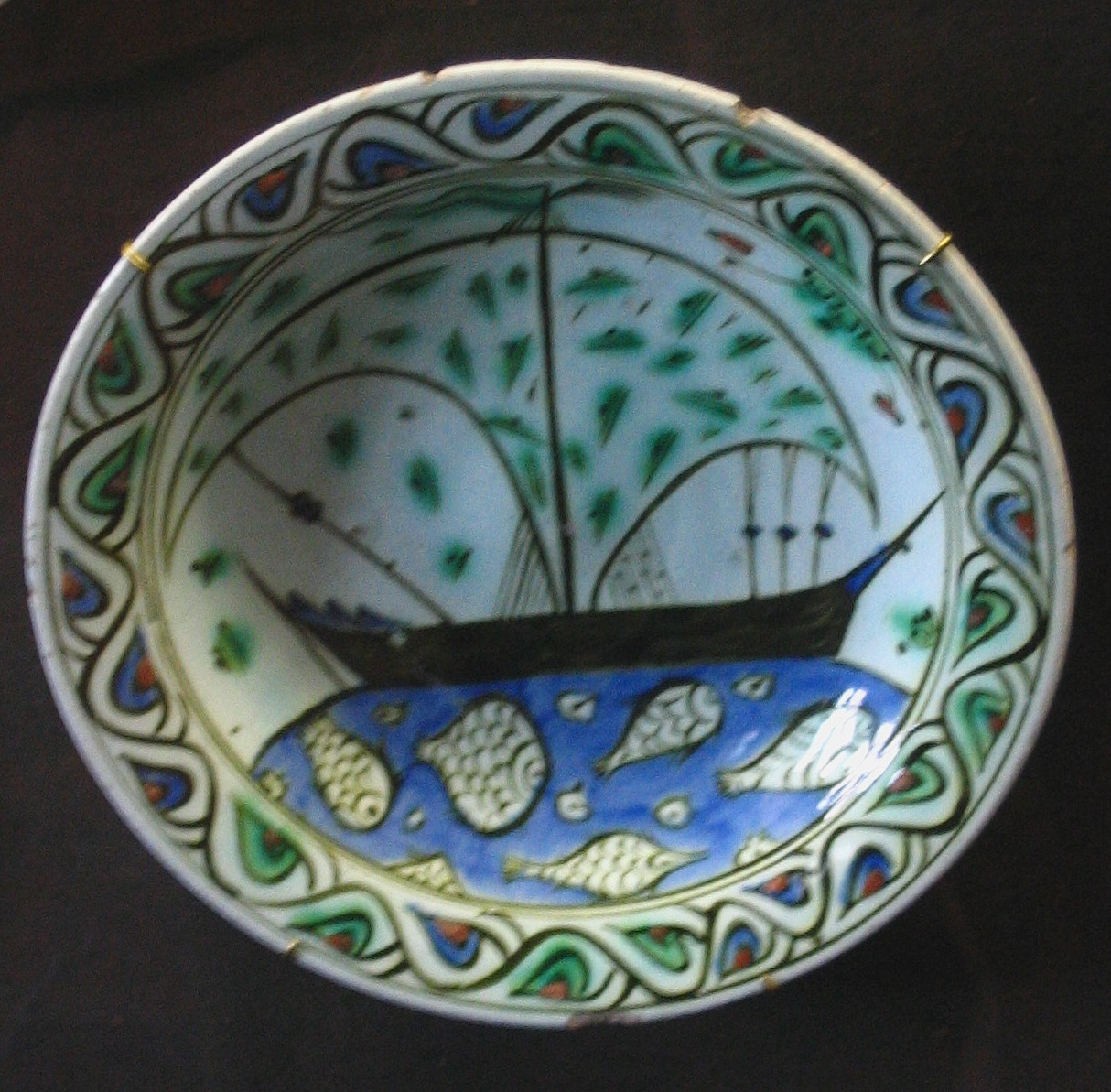
Plat d'Iznik, fin du XVIe siècle, musée d'Écouen.
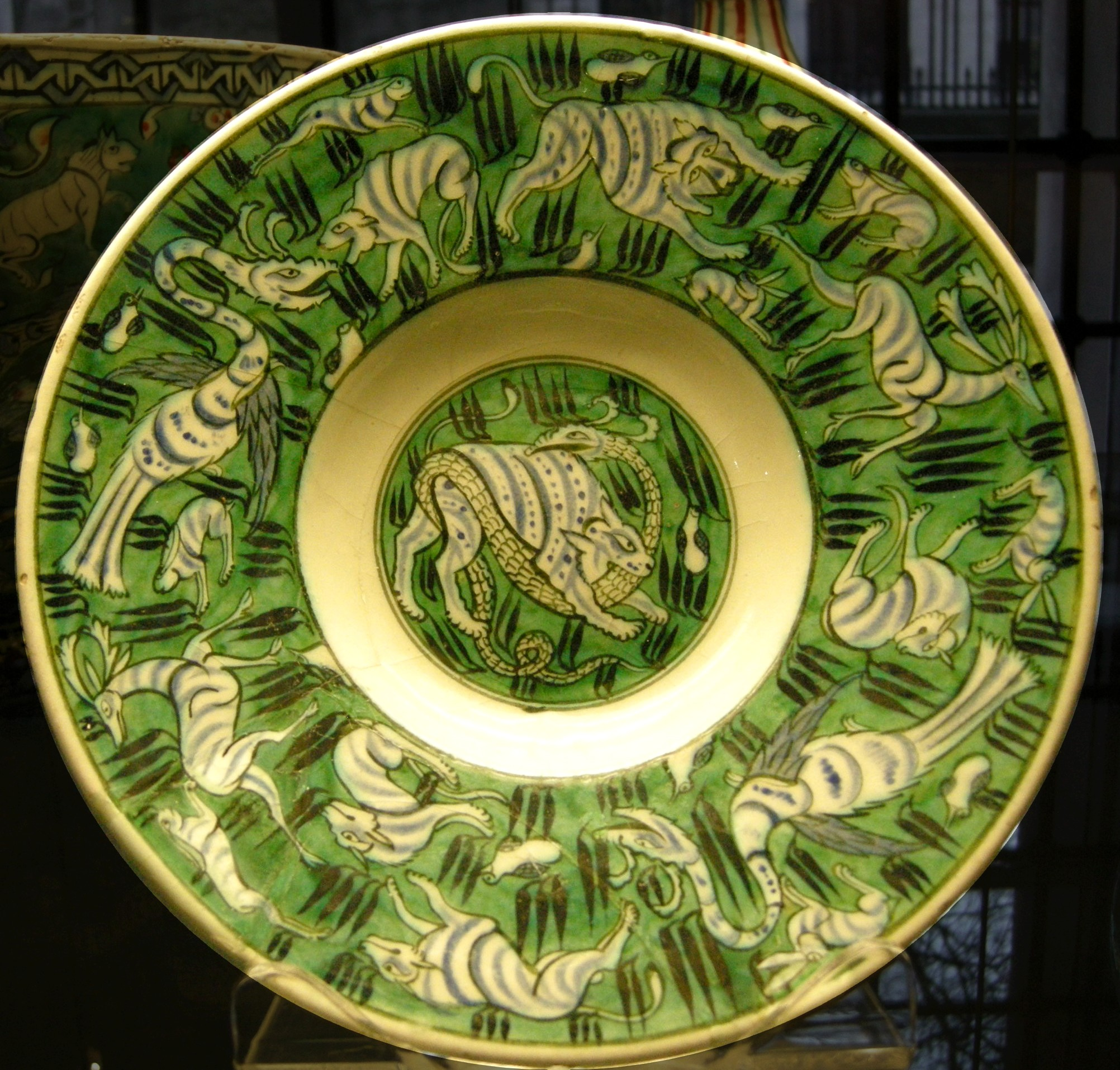
Plat d'Iznik vers 1560-1565, le coloris vert apparait à partir de 1530.
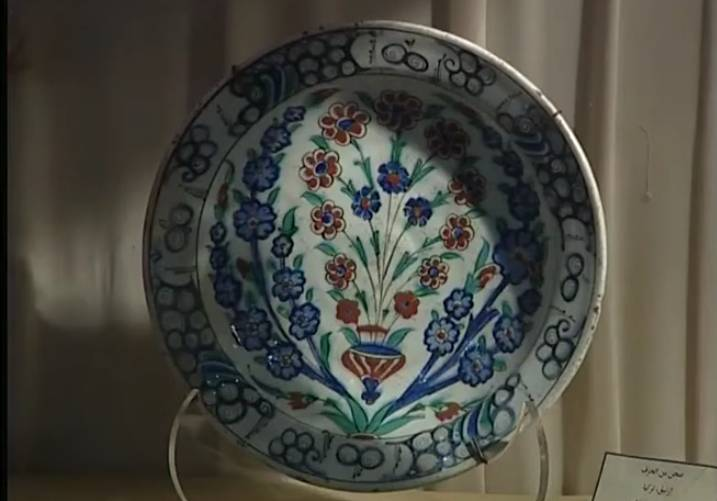
Plat d'Iznik à décor floral datant du XVIIe siècle, exposé au Musée national des antiquités et des arts islamiques d'Alger.

## Caractères stylistiques
Renommés pour la perfection technique de leurs pièces, les potiers d'Iznik développent des décors et des coloris qui rencontrent un succès grandissant tout au long du XVIe siècle. Les couleurs utilisées sont tout d'abord le bleu de cobalt, qui domine entre 1480 et 1520, plus ou moins délayé. Il permet d’obtenir de nombreuses nuances de bleu jouant avec le fond blanc. Il s'enrichit à partir de 1520 d'un bleu turquoise à base d'oxyde de cuivre.
Les gammes des verts, du sauge à l'olive, apparaissent dans les années 1530 avec le rose, le gris, le noir. Le pourpre et le brun complètent la gamme, mais c'est le rouge tomate, réalisé avec de l'oxyde de fer, qui va faire la réputation des céramiques d'İznik. L’introduction du rouge est visible pour la première fois dans le décor de céramique de la Suleymaniye (achevée en 1559) et donne un repère pour dater les vaisselles qui portent cette couleur. On le retrouve souvent sous l'appellation Bol d'Arménie.
Dans les dernières décennies du XVIe siècle, la palette autorise toutes les compositions et les décors à dominante végétale du début sont peu à peu supplantés par un foisonnement créatif dans lequel animaux, oiseaux, fleurs ou bateaux nourrissent des décors extraordinairement variés.
Après la période d'oubli liée au déclin du XVIIe siècle, la présentation des pièces vendues par Auguste Salzmann au musée de Cluny en 1865, et exposées en 1878 à l'occasion de l'Exposition universelle de Paris, va contribuer à la redécouverte des motifs d'Iznik et devenir une source d'inspiration pour les céramistes occidentaux : Théodore Deck (1823-1891), Edmond Lachenal (1855-1930), Leon Parvillée (1830-1885) et Jules Vieillard en France. William de Morgan (1839-1917) en Angleterre. Milkos Zsolnay (1857-1922) en Hongrie. Emile Samson (1837-1913) en fera des copies à Paris.

## Musées et collections
Avec 532 pièces, le musée national de la Renaissance d'Écouen possède la plus importante collection de céramiques d'Iznik. Celle-ci aura connu bien des péripéties puisqu'on en doit l'origine à un artiste photographe alsacien Auguste Salzmann (1824-1872). Ayant fait plusieurs séjours sur l'ile de Rhodes (1852 -1866), il avait constitué cette collection à partir de céramiques qui ornaient les intérieurs bourgeois de l'île. Cette provenance leur a valu longtemps l'appellation de « céramiques de Rhodes », et leur fabrication était attribuée à des potiers latins. Elles furent donc acquises par le Musée de Cluny auprès d'Auguste Salzmann qui choisit de vendre alors l'intégralité de sa collection, acheminée par caisses depuis le port du Havre. Le musée mentionna 532 numéros dans son catalogue de 1883.
Les salles du musée du Louvre consacrées à l'art ottoman comportent quelques pièces de forme qui proviennent du fonds Salzmann, ainsi qu'une remarquable série de panneaux et carreaux de revêtement produits par les ateliers d'Iznik au XVIe siècle.
En 2015, le Musée national des civilisations de l'Europe et de la Méditerranée à Marseille a pu acquérir par préemption, lors de la dispersion d'une partie de la collection de la famille Soustiel à Paris, le plat aux tulipes rattaché au style des potiers, qui avait été présenté à Paris lors de la grande exposition Soliman le Magnifique au Grand Palais. Ce plat est actuellement présenté dans les salles d'exposition permanentes du Mucem.
Une autre collection remarquable de céramiques ottomanes est celle aujourd'hui conservée à Lisbonne, auprès de la fondation Calouste Gulbenkian (né en 1869 à Üsküdar) ; elle a été pour partie exposée en Turquie au musée Sakip Sabanci . La collection comporte 112 pièces de forme et environ 800 carreaux de revêtement (voir le livre Iznik çinileri ve Gulbenkian koleksyonu, Sitare Turan Bakir, Kültür Bakanliği Osmanli Eserleri, 1999).